# BP (entreprise)
Pour les articles homonymes, voir BP.
La société BP est une compagnie britannique de recherche, d'extraction, de raffinage et de vente de pétrole fondée en 1909, anciennement nommée Anglo-Persian Oil Company (APOC-1909), puis Anglo-Iranian Oil Company (AIOC-1935), puis British Petroleum Company (BP-1954), puis BPAmoco (2001), avant d'être renommée BP (2002).
Après ses fusions avec Amoco, Atlantic Richfield (Arco) et Burmah Castrol, elle devient la plus grande société du Royaume-Uni et la troisième compagnie pétrolière mondiale. La division BP de Londres est évaluée à environ cinquante milliards de dollars (environ trente-neuf milliards d'euros). Internationalement, BP est présente dans plus de cent pays et emploie environ 79 700 personnes en 2010.
Depuis 2010, l'image de l'entreprise a souffert de la mauvaise publicité due à l'explosion de l'une de ses plates-formes pétrolières, Deepwater Horizon qui coûta la vie à 11 personnes le 20 avril 2010. Elle est considérée comme l'une des plus importantes catastrophes écologiques liées à l'exploitation du pétrole de l'Histoire, et qui lui a valu une amende record de 4,5 milliards de dollars (janvier 2013). Néanmoins, la même année, malgré une perte de bénéfices, elle affichait un chiffre d'affaires de 308,928 milliards de dollars américains, la classant au 4e rang des plus grandes entreprises mondiales selon leur chiffre d'affaires.
BP est l'une des principales entreprises émettrices de gaz à effet de serre dans le secteur des hydrocarbures.

## Histoire

### 1909-1955
En mai 1901, William Knox D'Arcy se fait accorder une concession par le shah de Perse aux fins de découvrir du pétrole, qu'il finit par trouver en mai 1908. C'est la première découverte commercialement significative au Moyen-Orient. En 1909, la Anglo-Persian Oil Company (APOC) est créée afin d'exploiter ce gisement.
La compagnie se développe progressivement jusqu'à la Première Guerre mondiale lorsque son importance stratégique incite le gouvernement britannique d'en être l'actionnaire majoritaire, devenant ainsi la source d'approvisionnement principale et sécurisée de la Royal Navy durant ce conflit mondial. En 1917, la guerre permet à ce gouvernement de prendre le pas sur la Europäische Petroleum-Union qui utilisait la marque British Petroleum. La guerre achevée, la compagnie, dont 51 % des parts appartiennent désormais au gouvernement britannique, investit dans d'autres gisements dans le monde. Mais son cœur de métier reste en Perse et, après l'accord britannico-perse de 1919, la compagnie peut continuer de commercer profitablement avec ce pays.
Après la prise de pouvoir par Reza Chah, ce dernier cherche à renégocier le contrat liant l'APOC au pétrole persan. Après quelques tensions entre le Royaume-Uni et la Perse, un nouveau traité est signé, accordant de meilleurs revenus au gouvernement iranien, mais encore bien en dessous des espérances. L'Anglo-Persian Oil Co. devient l'Anglo-Iranian en 1935, et contrôle l'ensemble du cycle pétrolier, le montant des royalties versées à l'Iran est fixé à Londres.
À la fin des années 1940, le débat sur les revenus du pétrole iranien perçus par le gouvernement est relancé, les États-Unis ayant signé des contrats pétroliers avec l'Arabie Saoudite prévoyant une répartition des bénéfices 50/50 entre les deux pays, là où l'AIOC n'octroie que 20 % à 25 % de ses revenus au gouvernement iranien. Le 1er mai 1951, sous le gouvernement du premier ministre Mohammad Mossadegh, le pétrole iranien est nationalisé et la National Iranian Oil Company (NIOC) est fondée, se voulant une alternative nationale à l'AIOC. Mais les Britanniques refusent ce montage financier et portent plainte devant le tribunal de La Haye puis devant le conseil de sécurité de l'ONU ; les deux se déclarent incompétents. Le gouvernement de Mossadegh refusant de renégocier la nationalisation, les Britanniques imposent un blocus sur le pétrole iranien.
Après le renversement de Mossadegh lors du coup d'état de 1953 mené par le général Zahedi, un consortium de firmes pétrolières est créé. La NIOC existe toujours, mais ne peut vendre son pétrole qu'au consortium qui inclut de nombreuses compagnies de plusieurs pays dont l'Anglo-Iranian Oil Company. Le contrat de vente avec le consortium est signé en 1954 par le gouvernement iranien qui perçoit désormais 50 % des bénéfices. L'AIOC est renommée British Petroleum Company, dit BP, en 1955. Supposé se terminer en 1979, le consortium est abrogé la même année et la totalité de l'industrie pétrolière iranienne nationalisée de nouveau à la suite de la Révolution Islamique.

### Entre 1980 et 1999
En 1987, British Petroleum acquiert Britoil ainsi que les parts de la Standard Oil of Ohio (Sohio) qui lui manquaient. En 1994, BP et Petroleos de Venezuela SA (PDVSA) ont commencé la commercialisation de l'Orimulsion, un carburant tiré du bitume.
En 1998, le cabinet de sécurité de la multinationale en Colombie, Defense Systems Colombia (DSC), est accusé par Human Rights Watch d'importer des armes et de former la police colombienne, connue pour sa brutalité. Lorsqu'elle a fait l'objet d'une enquête, DSC a refusé de coopérer.

### XXIesiècle

#### Années 2000

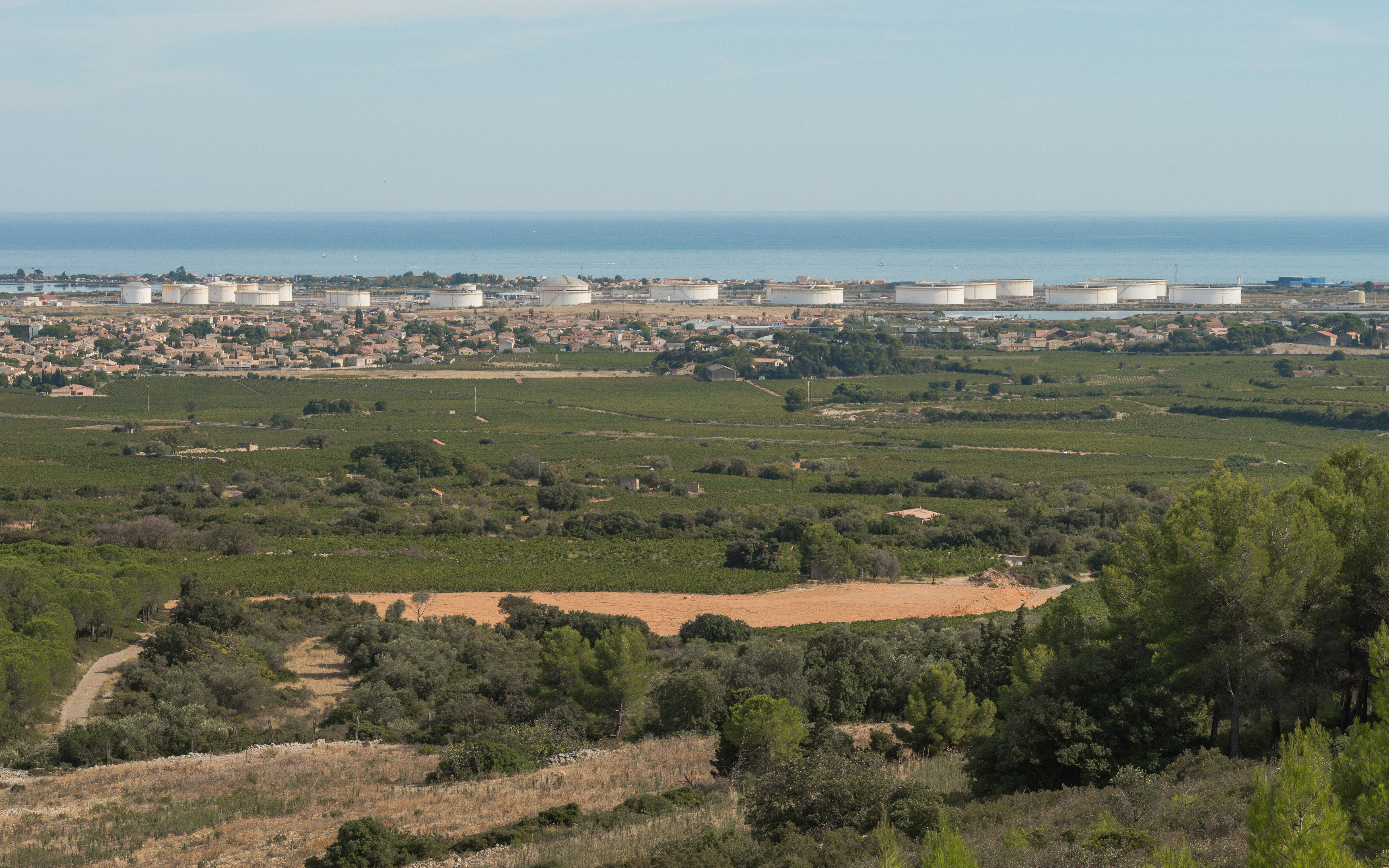
Dépôt d'hydrocarbures GDH (filiale de BP) à Frontignan (Hérault, France).

En 2000, BP acquiert Arco (anciennement l'Atlantic Richfield Oil Company),  ainsi que Burmah Castrol.
En 2001, BPAmoco est formée et officiellement décrit comme la fusion de British Petroleum et d'Amoco, pour éviter toute concurrence.
En 2002, la société devient BP, les deux lettres ne signifiant officiellement plus rien.
Aux États-Unis, la plupart des stations-service d'Amoco, sont rhabillées et portent nom de BP. Toutefois, dans certains États, les bâtiments et les pompes sont remplacés par le design BP, mais conserve l'enseigne Amoco. Les stations Arco sont renommées BP, mais conservent leur autonomie. Les stations qui étaient attachées aux magasins de proximité AMPM, sont également acquis par BP.
En 2002, BP Allemagne rachète le réseau de station-service Aral.
En 2005, la branche pétrochimie est séparée du groupe sous le nom d'Innovene (du nom de son procédé développé en 1993 pour la fabrique du polypropylène), puis est achetée par Ineos.
En mai 2007, BP signe un contrat de neuf cents millions USD avec la Libye pour l'exploration et l'exploitation du gaz naturel présent dans ce pays,.
En avril 2009, le président Evo Morales nationalise les filiales du groupe BP présentes sur le territoire bolivien.

#### Années 2010
En 2010, la plate-forme pétrolière Deepwater Horizon, exploitée par BP, explose, donnant lieu à une des plus grandes catastrophes environnementales liée au pétrole. En juillet 2010, elle cède une partie de ses activités à Apache Corporation pour la somme de sept milliards USD. En août 2010, elle vend ses « activités d'exploration » en Colombie à Ecopetrol et à Talisman Energy pour 1,9 milliard USD.
En 2012, Rosneft annonce le rachat de TNK-BP pour 61 milliards de $. BP passe ainsi sa participation de 1,25 % à 19,75 % dans Rosneft et reçoit 12,3 milliards de $. Le consortium AAR reçoit lui vingt-huit milliards de $ en numéraire.
En novembre 2012, le gouvernement fédéral américain exclut BP « de toute nouvelle attribution de contrats fédéraux en invoquant son « manque d’intégrité » lors de la marée noire de 2010 dans le golfe du Mexique ».
Au matin du 16 janvier 2013, la base de vie du site d'exploitation coexploitée par BP, Statoil et Sonatrach située sur le site gazier de Tiguentourine (à 45 km à l'ouest d'In Amenas en Algérie) est attaquée par des Islamistes se réclamant du nord du Mali qui prennent en otages une quarantaine d'employés occidentaux de nationalités diverses et font deux morts. Cette action, qui se déroule dans le contexte du conflit malien de 2012-2013 et de l'opération Serval menée par la France depuis le 11 janvier, est plus tard revendiquée par des membres de la brigade Al-Mouthalimin. La brigade se réclame de l'Algérien Mokhtar Belmokhtar, un ancien chef local d'Aqmi et auparavant du Groupe salafiste pour la prédication et le combat (GSPC).
En juin 2014, BP signe un contrat de vente de gaz naturel liquéfié sur vingt ans, d'un montant de vingt milliards de dollars, avec l'entreprise chinoise CNOOC. En août 2014, BP rachète au distributeur canadien Couche-Tard l'entreprise Statoil Fuel & Retail (SFR), société de distribution de carburants pour l'aviation en Scandinavie.
En octobre 2015, Kinder Morgan acquiert quinze sites de stockages d'hydrocarbures de BP aux États-Unis pour 350 millions de dollars. BP gardant une participation de 25 % dans quatorze de ces quinze sites. Au total, BP a cédé en 2015 pour dix milliards de dollars d'actifs, ce qui porte ses cessions à près de cinquante milliards de dollars depuis la marée noire de 2010 dans le golfe du Mexique. En janvier 2016, BP annonce la suppression de quatre mille emplois dans sa branche spécialisée dans la production d'hydrocarbures.
En février 2016, la compagnie annonce le début de la production de gaz dans les champs du Sud de l'Algérie faisant partie du projet « In Salah Gaz ». Ce projet est une association entre Sonatrach, BP et Statoil. Le site est constitué de sept champs qui sont conjointement exploités par les trois partenaires. — Le 18 mars 2016 —, le site est la cible d'une attaque à la roquette. Cette attaque ne fait aucune victime.
Fin mars 2016, BP et Kowait Petroleum Corporation (KPC) annoncent avoir signé un accord cadre afin d'étudier d'éventuelles possibilités conjointes d'investissement et de coopération dans l'avenir du pétrole, du gaz, du commerce et de la pétrochimie.
En juin 2016, BP annonce la fusion de ses activités norvégiennes avec Det Norske Oljeselskap pour créer un nouvel ensemble appelé « Aker BP » dans lequel BP doit avoir une participation de 40 %.
En septembre 2016, une enquête de l'ONG Public eye révèle que des traders suisses profitent des normes en vigueur dans certains pays d'Afrique pour y écouler depuis trente ans du carburant toxique. Selon The Guardian, BP a ainsi exporté du diesel à très haute teneur en soufre au Ghana.
En décembre 2016, BP acquiert des participations dans des gisements de gaz au large de la Mauritanie et du Sénégal, ainsi qu'à Abu Dhabi pour un total de 3,4 milliards de dollars. Le même mois, BP annonce l'acquisition de cinq cents stations d'essences en Australie à Woolworths pour 1,3 milliard de dollars australiens. En janvier 2017, BP vend la moitié de sa participation de 50 % dans le champ pétrolier Magnus situé en mer du Nord à EnQuest. En août 2019, BP annonce la vente de ses activités en Alaska, qui regroupe 1 600 salariés, pour 5,6 milliards de dollars à Hilcorp Energy.

#### Années 2020
En juin 2020, BP annonce la suppression de 10 000 postes, dont une grande partie en personnel administratif, ce qui représente environ 15 % de sa masse salariale. Cette annonce est faite en parallèle à une réduction des dépenses d'investissements. Les deux annonces font suite à la crise économique liée au Covid-19.
En août 2020, BP annonce une réorientation majeure de sa stratégie, qui verraient ses investissements dans les énergies renouvelables passer à 4 milliards de dollars par an d'ici à 2025, puis 5 milliards par an avant 2030. BP était jusqu'à 2019 moins ambitieux que Shell et Total dans ce domaine. Le groupe indique notamment vouloir réduire sa production de pétrole et de gaz de 40 % d'ici à 2030. Toutefois, après une première réduction de ses ambitions climatiques en 2023, l'entreprise pétrolière annonce en février 2025 réinitialiser totalement sa stratégie, avec désormais « l'objectif inébranlable […] d'accroître la valeur actionnariale à long terme » : BP prévoit d'accroître ses investissements annuels dans les énergies fossiles, dont il entend augmenter la production d'ici 2030, et de réduire ceux dans les énergies renouvelables,.
En février 2022, à la suite de l'Invasion de l'Ukraine par la Russie en 2022 et pour réagir aux sanctions économiques de plusieurs pays européens dont le Royaume-Uni, BP annonce se désengager de ses activités en Russie, dont sa participation de 19,75 % dans Rosneft et de toutes ses participations dans des filiales communes aux deux entreprises. En octobre 2022, BP annonce l'acquisition d’Archaea Energy, un producteur de gaz naturel américain, pour 4,1 milliards de dollars.

## Direction de l'entreprise
Le directeur général de la société BP, John Browne, démissionne le 1er mai 2007 après avoir perdu un procès contre la presse concernant des révélations sur sa vie privée. John Browne dirigeait BP depuis 1995 et son départ était prévu pour juillet 2007. Cette démission fait perdre à John Browne un bonus de 3,5 millions de livres (5,1 millions d'euros).
Tony Hayward (en) est nommé nouveau directeur général avec effet immédiat. À la suite de l'accident de Deepwater Horizon en avril 2010, Bob Dudley prend la direction générale de BP le 27 juillet de la même année.

## Données financières
| Années                      | 2016    | 2017    | 2018    | 2019 est |
| --------------------------- | ------- | ------- | ------- | -------- |
| Chiffre d'affaires          | 183 008 | 240 208 | 299 756 | 278 954  |
| Résultat d'exploitation     | 4 225   | 11 858  | 23 080  | 19 566   |
| Résultat net part du groupe | 115     | 3 389   | 9 383   | 6 396    |
| Dettes financières          | 34 772  | 37 519  | 43 279  | 49 279   |

## Actionnaires
Liste des principaux actionnaires au 2 octobre 2021.
| The Vanguard Group                                 | 3,10% |
| Clearstream Banking                                | 2,77% |
| BlackRock Fund Advisors                            | 2,73% |
| Norges Bank Investment Management                  | 2,29% |
| BlackRock Investment Management (UK)               | 2,29% |
| Legal & General Investment Management              | 1,61% |
| Compagnia Investimenti e Sviluppo                  | 1,27% |
| BlackRock Advisors (UK)                            | 1,25% |
| State Street Global Advisors (en) Funds Management | 1,09% |
| State Street Global Advisors (en)                  | 1,08% |

## Accidents industriels

### Texas en 2005
Le 23 mars 2005, une raffinerie exploitée par BP à Texas City explose, faisant 15 morts et 170 blessés. À la suite de ces évènements, la raffinerie continue de présenter un risque pour les personnes qui y travaillent.

### Alaska en 2006
Entre les 2 et 11 mars 2006, la fuite d'un oléoduc d'une exploitation pétrolifère à Prudhoe Bay, en Alaska, répand entre 760 000 et un million de barils de pétrole brut dans la toundra. Selon BP, cette fuite est due à la corrosion de l'oléoduc. Quelques mois plus tard, une nouvelle fuite de quelques barils contraint BP à fermer temporairement cette exploitation, le temps de remplacer une partie des tuyaux. Cette décision, dans une période où la production pétrolière mondiale est marquée par l'instabilité politique au Moyen-Orient et au Nigeria, a des conséquences économiques importantes, puisqu'elle implique une réduction de 8 % de la production américaine de pétrole, le site produisant 400 000 barils de pétrole par jour (sur une production totale de 4,9 millions de barils par jour). Le prix du baril de pétrole brut en subit les répercussions,.

### Golfe du Mexique en 2010

Plate-forme Deepwater Horizon en avril 2010.

Le 20 avril 2010 dans le golfe du Mexique, la plate-forme Deepwater Horizon explose, générant dans un premier temps un incendie puis une marée noire sans précédent, qui change la politique américaine sur les assurances en cas de catastrophe. Cette marée noire pourrait devenir la plus dévastatrice et la plus grosse catastrophe écologique de l'histoire des États-Unis.
Quelques semaines plus tard, l'oléoduc trans-Alaska, détenu en partie par la firme, est fermé à la suite d'une fuite de plusieurs milliers de barils de pétrole brut à environ 150 km au sud de Fairbanks.
Le 15 novembre 2012, BP est condamné à verser 4,5 milliards de dollars de dommages et intérêts au gouvernement américain.
Le 2 juillet 2015, BP accepte de payer au Gouvernement fédéral et aux États touchés par la marée noire de Deepwater Horizon, 18,7 milliards de dollars (16,8 milliards d’euros) pour solde de tout compte (le versement sera étalé sur une période de quinze à dix-huit ans). Cette amende — sans précédent aux États-Unis — s’ajoute aux indemnités déjà versées aux victimes, au coût colossal du colmatage du puits et aux frais de dépollution, que le groupe a pu payer grâce à la vente de quarante-cinq milliards de dollars d’actifs.

### Afrique
BP et d'autres groupes pétroliers possédant des forages au Nigeria, sont accusés de contribuer aux nombreuses marées noires occasionnées dans le delta du Niger, dont le nombre est estimé à plus de 300 par an (plus de 7 000 ont été officiellement recensées par les autorités nigérianes entre 1970 et 2000, sur plus de 2 000 grands sites de pollution), pour une quantité totale de pétrole brut de 1,5 million de tonnes en un demi-siècle (soit dix à quinze millions de barils). Ces firmes sont également accusées de bloquer la législation dans ce pays et de violer les droits de l'homme.

## Émissions de gaz à effet de serre et environnement

### Émissions de gaz à effet de serre
Une étude publiée en 2019 par des chercheurs de l'institut américain Climate Accountability Institute — qui fait autorité mondialement quant au rôle des grands producteurs d'hydrocarbures dans le réchauffement climatique, selon le journal britannique The Guardian — indique que BP est la sixième entreprise mondiale la plus émettrice de gaz à effet de serre depuis 1965, avec 34,02 milliards de tonnes d'équivalent CO2.

### BP Ultimate
BP Ultimate 98 et BP Ultimate Diesel permettent des réductions d’émissions importantes par rapport aux essences Eurograde standard : -11,6 % en moyenne de monoxyde de carbone, -3,3 % en moyenne d'oxydes d'azote, -6,6 % en moyenne d'hydrocarbures imbrûlés et -2,8 % en moyenne de CO2 pour l'Ultimate 98. La composition de ces deux carburants est tenue secrète.

### Non-respect des normes européennes
Le 21 mai 2019, la fédération allemande pour l'environnement et la protection de la nature (Bund) révèle en utilisant les données fournies par l'agence fédérale de l'environnement allemande comme par l'Agence européenne des produits chimiques que 654 entreprises opérant en Europe ne respectent pas, entre 2014 et 2019, le protocole européen d'enregistrement, évaluation et autorisation des produits chimiques, censé protéger la santé et l'environnement des Européens. Ces entreprises, dont BP, emploient massivement des substances de synthèse interdites et potentiellement dangereuses,,.

## Activité de lobbying
Selon un rapport de l'ONG britannique InfluenceMap paru en 2019, BP a dépensé 53 millions de dollars par an en lobbying, depuis 2015, pour contrer les politiques de lutte contre le réchauffement climatique,,.

### Aux États-Unis
Selon le Center for Responsive Politics, les dépenses de lobbying de BP aux États-Unis s'élèvent en 2018 à 5 230 000 dollars.

### Auprès des institutions de l'Union européenne
BP est inscrit depuis 2008 au registre de transparence des représentants d'intérêts auprès de la Commission européenne, et déclare en 2018 pour cette activité des dépenses annuelles d'un montant compris entre 2 500 000 et 2 750 000 euros.

## Données sur l'énergie
La société publie chaque année jusqu'en 2022 un rapport intitulé « Statistical Review of World Energy » dans lequel elle présente ses estimations au sujet des ressources énergétiques disponibles sur Terre (pétrole, gaz naturel, charbon, nucléaire et énergies renouvelables) : réserves, production, consommation, échanges internationaux,.
En 2023, l'Energy Institute (EI) prend le relais de BP pour publier la 72e édition de la Statistical Review of World Energy,.